# 1207 هـ
1207 هـ هي سنة في التقويم الهجري امتدت مقابلةً في التقويم الميلادي بين سنتي 1792 و1793.

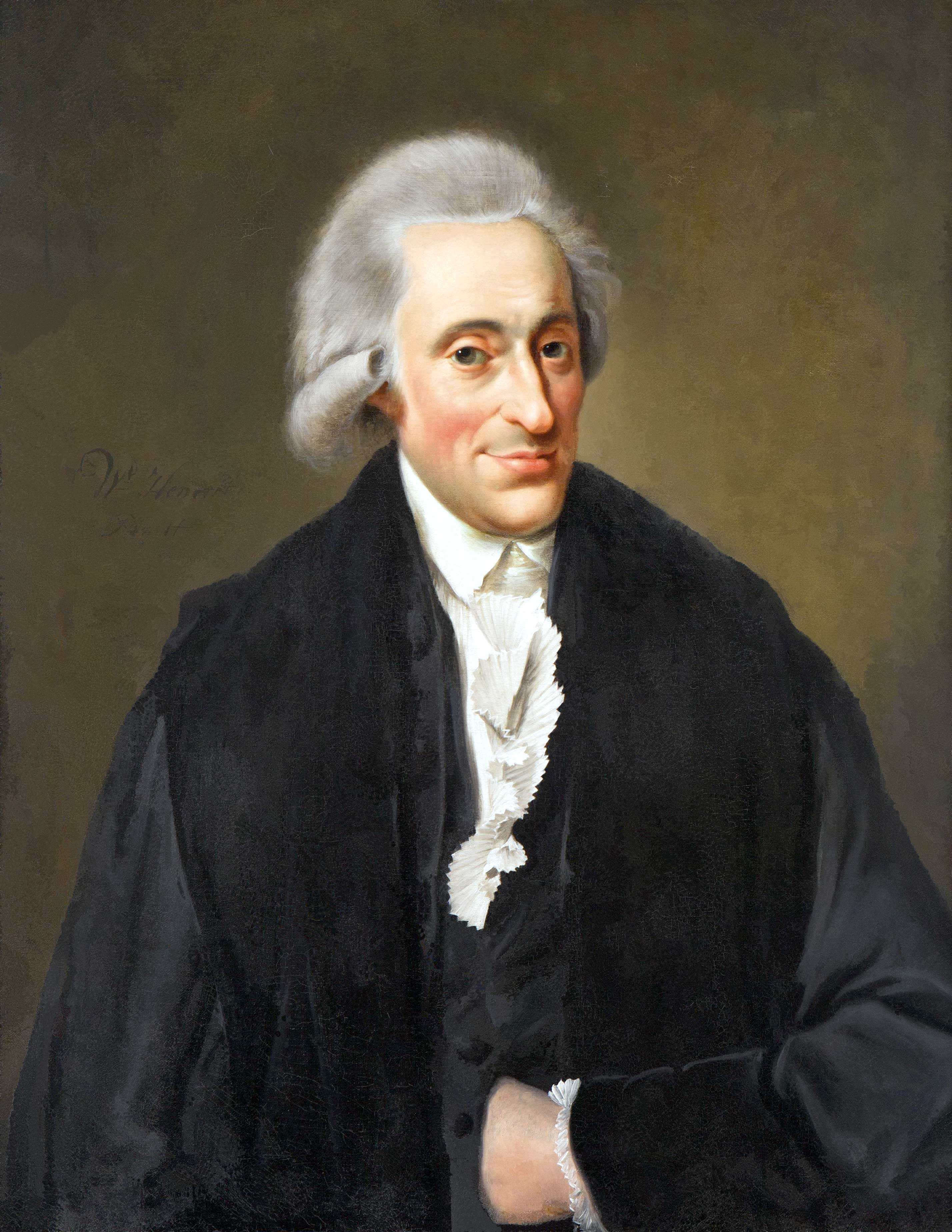
هنري البرت شولتنز

## أحداث
- الإمام سعود بن عبد العزيز يلحق هزيمة بما حقه بحلفاء شريف مكة.

## مواليد
- كوزجارتن

## وفيات
- سلطان بن أحمد بن سعيد
- هنري البرت شولتنز